# Eleanor Davis

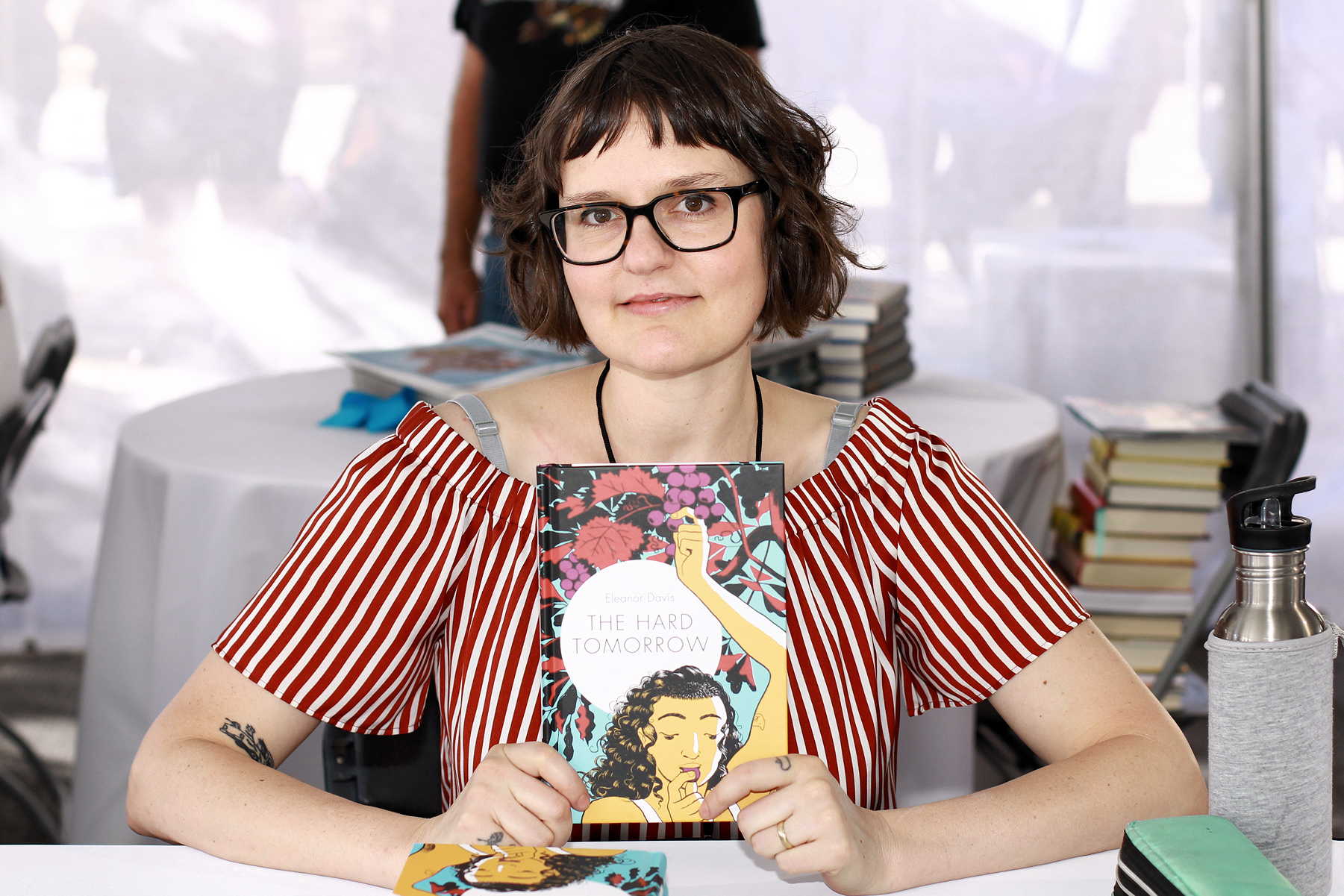
Eleanor Davis beim Texas Book Festival 2019

Eleanor Davis (* 16. Januar 1983 in Tucson, Arizona) ist eine US-amerikanische Comic-Künstlerin und Illustratorin.

## Biographie
Eleanor Davis wurde am 16. Januar 1983 in Tucson im US-amerikanischen Bundesstaat Arizona geboren, wo sie auch aufwuchs. Ihre Eltern waren beide Comic-Fans. Davis las in ihrer Kindheit Klassiker wie Little Lulu und Little Nemo, ergänzte ihr Lesespekturm aber schnell um Manga und aktuelle Comics. Inspiriert durch King-Cat von John Porcellino veröffentlichte Davis ihren ersten Minicomic im Selbstverlag, als sie 14 Jahre alt war. Später absolvierte die Künstlerin das „Sequential Arts“ Programm des Savannah College of Art and Design. Ein Satz, den einer ihrer Lehrer während ihres Studiums zu Davis sagte, sollte zu einem persönlichen Mantra von Davis werden: „Don’t make a lot of lines all over the place. Just draw the right line.“ (auf Deutsch „Zeichne keine unnötigen Linien über die ganze Seite verteilt. Zeichne einfach die richtige Linie.“). Für lange Zeit war Davis beim Zeichnen von einer akuten Versagensangst getrieben, mittlerweile steht bei ihrer Arbeit für die Künstlerin der Spaß an der Sache im Mittelpunkt („For a long time, I was driven by an acute fear of failure, […] recently, I have been realizing that I can do art just to feel good, just for the fun of it.“).
Davis verfasste mehrere Kinderbücher, ihre erste Veröffentlichung Stinky erschien 2008 bei RAW Junior. Ein Junge dringt in einen Sumpf ein, der von einem Monster bewohnt wird. Obwohl das Monster den Jungen anfangs vertreiben will, werden die beiden Freunde. Ihr nächstes Kinderbuch The Secret Science Alliance and the Copycat Crook entstand gemeinsam mit ihrem Ehemann Drew Weing und erschien im Jahr 2009 bei Bloomsbury Childrens Books. Im Mittelpunkt der Geschichte stehen drei Außenseiter und Tüftler, die allerlei kreative Erfindungen ausarbeiten, gemeinsam Abenteuer erleben und Geheimnissen nachgehen. Ihr drittes Buch für Kinder Flop to the Top!, das ebenfalls zusammen mit Weing entstand, erschien 2015 bei TOON Books.
Ihr erster Comic How To Be Happy erschien 2014 bei Fantagraphics Books. Die Veröffentlichung sammelt Kurzgeschichten, die Davis seit Mitte 2000 gezeichnet und getextet hat. Darunter sind Beiträge, die die Comic-Künstlerin bereits in kuratierten Publikationen wie Mome und Nobrow unterbringen konnte, Veröffentlichungen im Selbstverlag und Webcomics. In der Geschichte In Our Eden erzählt Davis von einer Kommune, die sich einem natürlichen Lebensstil verschrieben hat. Die Gemeinschaft verliert nach und nach ihre Mitglieder, da der Gründer rigoros seine puristische Vision durchzusetzen versucht. So kommt es etwa zu Auseinandersetzungen, als er verlangt, dass sich alle Frauen Eva und alle Männer Adam nennen sollen. In der Episode Thomas the Leader folgt Davis dem titelgebenden Thomas und seinem Bruder, die zusammen die Ruine eines alten Hauses erforschen. Im Jahr 2019 veröffentlichte Drawn and Quarterly The Hard Tomorrow. In ihrem ersten, langen Comic für Erwachsene erzählt Davis die Geschichte eines Ehepaars. Hannah arbeitet als mobile Krankenpflegerin und engagiert sich als Antikriegs-Aktivistin, ihr Mann Johnny arbeitet als Kiffer („Pothead“) eher inkonsequent am eigenen Haus. Trotz ihrer aktuellen Wohnsituation, die beiden Leben in einem Truck, versucht das Paar bisher erfolglos ein Kind zu bekommen. Gemeinsam mit ihrer besten Freundin Gabby kämpft Hannah für eine bessere Zukunft, Johnny wird beim Hausbau von Tyler unterstützt, ein Selbstversorger und Verschwörungstheoretiker. Johnny träumt ebenfalls von einem autarken Leben auf dem Land, beschäftigt sich aber mehr mit Katalogen für Saatgut als mit der eigentlichen Umsetzung seines Traums.
Als Illustratorin war Davis unter anderem für The New Yorker und The New York Times tätig. Für den Internetkonzern Google gestaltete die Illustratorin im Jahr 2014 eine Animation des Firmenlogos (ein sogenannter Google Doodle) mit dem Titel Spring Equinox. An der  etwas über zehn Sekunden langen Animation arbeitete Davis etwa sieben Tage lang. Zu sehen ist eine Figur in Schwarz-Weiß, die mit einer Gießkanne Wasser verteilt, woraufhin bunte Blumen wachsen.
Eleanor Davis lebt und arbeitet in Athens, Georgia. Sie ist mit dem Comic-Künstler Drew Weing verheiratet.

## Veröffentlichungen (Auswahl)

### Comics
- How To Be Happy. Fantagraphics Books, Seattle 2014, 152 Seiten, Hardcover, ISBN 978-1-60699-740-6.
- You & a Bike & a Road. Koyama Press, Toronto 2017, 172 Seiten, Paperback, ISBN 978-1-927668-40-5.
- Why Art? Fantagraphics Books, Seattle 2018, 204 Seiten, Softcover, ISBN 978-1-68396-082-9.
- The Hard Tomorrow. Drawn and Quarterly, Montréal 2019, 160 Seiten, Hardcover, ISBN 978-1-77046-373-8.

### Kinderbücher
- Stinky. RAW Junior, New York 2008, 48 Seiten, Hardcover, ISBN 978-0-9799238-4-5.
- The Secret Science Alliance and the Copycat Crook zusammen mit Drew Weing. Bloomsbury Childrens Books, London 2009, 164 Seiten, Softcover, ISBN 978-1-59990-396-5.
- Flop to the Top! zusammen mit Drew Weing. TOON Books, New York 2015, 40 Seiten, Hardcover, ISBN 978-1-935179-89-4.

## Auszeichnungen
- 2009: Russ Manning Promising Newcomer Award
- 2015: Ignatz Award für How To Be Happy in der Kategorie „Outstanding Anthology or Collection“
- 2018: Ignatz Award für Why Art? in der Kategorie „Outstanding Graphic Novel“
- 2019: Los Angeles Times Book Prize für The Hard Tomorrow in der Kategorie „Graphic Novel“
- 2020: Ignatz Award für The Hard Tomorrow in der Kategorie „Outstanding Story“